# Atlantis Is Calling (S.O.S. for Love)
Atlantis Is Calling (S.O.S. for Love) – singel promujący trzeci album Modern Talking, Ready for Romance. Jest on piątym kolejnym i ostatnim singlem na 1. miejscu niemieckiej listy przebojów, który utrzymał się przez 4 tygodnie. Z tym singlem Modern Talking wyrównał rekord ustanowiony przez Boney M., polegający na umieszczeniu 5 kolejnych singli numer 1. niemieckiej listy przebojów. Później ukazał się jako remiks na płytach:
- Back for Good (jako osobny utwór i ostatni utwór w miksie „No. 1 Hit Medley”)
- Alone (jako siódmy w miksie utworów „Space Mix”)
- The Final Album, na którym w wersji DVD pojawił się także teledysk z 1986 roku.

## Wyróżnienia
- Złota płyta:
  - Belgia[2]

## Lista utworów
7” (Hansa 108 239) (BMG)	28.04.1986
| Nr | Tytuł                                                        | Długość |
| -- | ------------------------------------------------------------ | ------- |
| 1. | Atlantis Is Calling (S.O.S. For Love)                        | 3:49    |
| 2. | Atlantis Is Calling (S.O.S. For Love) (Instrumental Version) | 3:59    |

12” (Hansa 608 239) (BMG)	28.04.1986
| Nr | Tytuł                                                        | Długość |
| -- | ------------------------------------------------------------ | ------- |
| 1. | Atlantis Is Calling (S.O.S. For Love) (Extended Version)     | 5:23    |
| 2. | Atlantis Is Calling (S.O.S. For Love) (Instrumental Version) | 3:59    |

## Listy przebojów (1986)
| Państwo         | Najwyższe miejsce |
| --------------- | ----------------- |
| Niemcy          | 1                 |
| Austria         | 2                 |
| Belgia          | 1                 |
| Dania           | 7                 |
| Hiszpania       | 2                 |
| Finlandia       | 11                |
| Francja         | 21                |
| Grecja          | 2                 |
| Hongkong        | 3                 |
| Izrael          | 1                 |
| Włochy          | 4                 |
| Norwegia        | 8                 |
| Holandia        | 6                 |
| Portugalia      | 26                |
| Wielka Brytania | 55                |
| RPA             | 12                |
| Szwecja         | 3                 |
| Szwajcaria      | 3                 |
| Turcja          | 1                 |

## Autorzy
- Muzyka: Dieter Bohlen
- Autor tekstów: Dieter Bohlen
- Wokalista: Thomas Anders
- Producent: Dieter Bohlen
- Aranżacja: Dieter Bohlen
- Współproducent: Luis Rodriguez